# Vert de Barlanès
Der Vert de Barlanès ist ein kleiner Fluss in Frankreich, der im Département Pyrénées-Atlantiques in der Region Nouvelle-Aquitaine verläuft. Er entspringt im südwestlichen Gemeindegebiet von Lanne-en-Barétous, nahe der Skistation Issarbe, entwässert generell Richtung Nordnordost und mündet nach rund 17 Kilometern beim Gemeindehauptort von Aramits als linker Nebenfluss in den Vert.

## Orte am Fluss
(Reihenfolge in Fließrichtung)
- Chemé, Gemeinde Lanne-en-Barétous
- Mauré, Gemeinde Lanne-en-Barétous
- Barlanès, Gemeinde Lanne-en-Barétous
- Lanne-en-Barétous
- Aramits